# Ойлаталь
Ойлаталь (нем. Eulatal) — бывшая коммуна в немецкой федеральной земле Саксония, созданная 1 января 1994 года путём объединения до того самостоятельных общин Флёсберг, Франкенхайн, Хопфгартен, Присниц и Таутенхайн. С 1 января 2009 года является частью города Фробург.
Коммуна подчинялась административному округу Лейпциг и входила в состав района Лейпциг.  На 31 декабря 2008 года население составляло 3431 человек. Занимает площадь 47,31 км². Официальный код  —  14 3 79 190.
Коммуна подразделялась на 9 сельских округов.